# Ambalasoa
Ambalasoa är en ort i Madagaskar.   Den ligger i regionen Anosyregionen, i den södra delen av landet, 500 km söder om huvudstaden Antananarivo. Ambalasoa ligger 883 meter över havet och antalet invånare är 4 000.
Terrängen runt Ambalasoa är platt åt nordväst, men åt sydost är den kuperad. Runt Ambalasoa är det mycket glesbefolkat, med 7 invånare per kvadratkilometer. Det finns inga andra samhällen i närheten. Omgivningarna runt Ambalasoa är huvudsakligen savann.